# They Bleed Red
They Bleed Red è il secondo album in studio del gruppo metalcore statunitense Devil You Know. Pubblicato il 6 novembre 2015 dalla Nuclear Blast, è stato anticipato dai singoli Stay of Execution, pubblicato il 10 settembre, e The Way We Die, pubblicato il 5 ottobre 2015.

## Tracce
1. Consume the Damned – 3:37
2. The Way We Die – 3:31
3. Your Last Breath – 4:30
4. Stay of Execution – 3:39
5. Break the Ties – 4:39
6. Shattered Silence – 4:15
7. Let the Pain Take Hold – 4:33
8. Master of None – 4:54
9. Searching for the Sun – 3:55
10. How the End Shall Be – 4:32
11. Broken by the Cold – 5:20

Tracce bonus della Deluxe Edition
1. Eye of the Tiger (cover del brano dei Survivor) – 4:04
2. I Am Alive – 4:32
3. We Live – 2:56

## Formazione
- Francesco Artusato – chitarra
- Howard Jones – voce
- John Sankey – batteria, percussioni
- Ryan Wombacher – basso, cori